# Nečín
Nečín település Csehországban, a Příbrami járásban. Nečín Ouběnice, Obory, Daleké Dušníky, Drhovy, Drevníky, Hřiměždice, Županovice és Višňová településekkel határos. Lakosainak száma 778 fő (2024. január 1.).

## Népesség
A település lakosságának változását az alábbi diagram mutatja:
| Lakosok száma | 1335 | 1284 | 1188 | 878  | 735  | 716  | 768  | 768  | 758  | 778  |
|               | 1869 | 1890 | 1921 | 1950 | 1980 | 2001 | 2017 | 2019 | 2022 | 2024 |